# 108-й окремий гірсько-штурмовий батальйон (Україна)
108-й окремий гірсько-штурмовий батальйон (108 ОГШБ, в/ч А3715) — підрозділ гірської піхоти в складі 10-ї окремої гірсько-штурмової бригади.

## Історія
5 грудня 2016 року сформовано 108 окремий гірсько-штурмовий батальйон, з дислокацією у смт Делятин Надвірнянського району, Івано-Франківської області та підпорядкуванням 10 окремій гірсько-штурмовій бригаді.
З 01.03.2017 по 11.04.2017 70 військовослужбовців батальйону у складі зведеної посиленої роти від 108-го та 109-го окремих гірсько-штурмових батальйонів 10 окремої гірсько-штурмової бригади в оперативному підпорядкуванні командира 72 окремої механізованої бригади в складі оперативно-тактичного угрупування «Донецьк» виконували завдання в районі промислової зони м. Авдіївка.
5 липня 2017 року на бригадних тактичних навчаннях з бойовою стрільбою був присутній Начальник генерального штабу — головнокомандувач Збройних Сил України генерал армії України В. М. Муженко.
З 20 липня 2017 року по 26 квітня 2018 року батальйон у повному складі виконував завдання в зоні бойових дій у складі оперативно-тактичного угрупування «Луганськ».
У грудні 2017 року підрозділами батальйону було зайнято та зачищено від бойовиків населений пункт Новоолександрівка Попаснянського району Луганської області.
24 серпня 2018 року Міністр оборони України Генерал армії України Полторак Степан Тимофійович вручив бойовий прапор 108 окремого гірсько-штурмового батальйону.
Станом на грудень 2018 року батальйон з 10 жовтня 2018 виконував завдання в зоні бойових дій у Луганській області у складі оперативно-тактичного угрупування «Північ».
24 серпня 2018 року на День Незалежності України, Президент Петро Порошенко вручив бойові прапори 8-му, 108-му, 109-му окремим гірсько-штурмовим батальйонам. Таким чином 10 окрема гірсько-штурмова бригада єдина в Збройних силах України, в якій всі окремі частини мають бойові прапори.
З листопада 2019 року по липень 2022 року батальйон виконував бойові завдання в районі н.п. Широкіне поблизу Маріуполя Донецької області.
З лютого 2021 року по листопад 2021 року батальйон знаходився біля н.п. Зайцево та н.п. Майорськ Донецької області.
З 24 лютого 2022 батальйон знаходиться на передових позиціях б'ючи ворога спершу на Київському напрямку надалі на Луганщині та Донеччині.
За час існування батальйону 15 військовослужбовців нагороджено орденом Богадана Хмельницького різних ступенів, більше 30 військослужбоців орденом За мужність різних ступенів. Більше 300 військослужбоців відомчими нагородами МОУ та ГШ.
Виходцем з батальйону є Герой України майор Дронов Богдан Миколайович, командир 17-го окремого мотопіхотного батальйону 57 ОМПБр.
З 2018 по червень 2023 року службу в батальйоні проходив Скібін (Скиба) Андрій Сергійович Герой України ( Указ Призидента України від 05.12.2024 року) 

## Структура
- Управління (включаючи штаб)
- 1 гірсько-штурмова рота
  - Взвод вогневої підтримки
- 2 гірсько-штурмова рота
- 3 гірсько-штурмова рота
- Рота вогневої підтримки
- Мінометна батарея
- Інженерно-саперний взвод
- Взвод матеріального забезпечення
- Розвідувальний взвод
  - Відділення безпілотних авіаційних комплексів
- Медичний пункт[3]

## Командування
- Осінь 2016—2017 — полковник Думанський Василь Степанович.
- 2017—2021 — полковник Супрун Максим Вікторович.
- 2021 — підполковник Болехан Володимир Михайлович.
- 2023 - майор Мацькала Андрій Ярославович.
- 2024 — підполковник Логуш Василь Володимирович.

## Символіка
Крім загальнобригадної глави у вигляді тригір'я, на емблемі 108 батальйону зображено голову рисі. Гаслом батальйону є «ЗАВЖДИ НА ВИСОТІ».

## Втрати
- 13 березня 2017 - Атакішиєв Сахіб Магеррам огли, Сержант. Бої за Авдіївку.
- 23 вересня 2017 - Довгий Роман Сергійович, старший солдат, бої за Бахмутку.
- 1 січня 2019 - Голубєв Микола Олегович, Старший солдат, загинув в боях за 29 блокпост.
- 22 березня 2019 - Бурлака Артур Олегович, 18 років. Солдат. Загинув біля Новотошківського [5][6].
- 13 квітня 2021 -  Мамчій Олексій Юрійович, Старший солдат. Загинув  (помер від поранень)в наслідок скидання вибухового пристрою з ворожого БПЛА[7].
- 18 червня 2022 - Андрій Побережник, 35 років. Солдат, стрілець-помічник гранатометника 3-го гірсько-штурмового взводу 1-ї гірсько-штурмової роти. Загинув внаслідок ворожого артилерійського обстрілу поблизу міста Лисичанська[8].
- 28 жовтня 2022 -  Осадчий Дмитро Олександрович, солдат
- 12 лютого 2023 -  Кознюк Михайло, Головний сержант. Загинув  внаслідок артилерійського обстрілу. Найвідоміший вівчар України[9][10].
- 3 грудня 2023 - Каспрук Володимир Михайлович, старший солдат. Загинув в бою біля с.Синьківка, Харківська область[11].